# 혼촌 (히로시마현 다카타군)
혼촌(本村)은 히로시마현 다카타군에 있던 촌이다. 현재의 아키타카타시의 일부에 해당한다

## 역사
- 1889년 4월 1일 - 정촌제 시행에 의해 다카타군 혼촌이 단독으로 촌제를 시행해 발족하였다.
- 1956년 4월 1일 - 이케쿠와촌, 기타촌, 요코타촌과 합병해 미도리정이 신설하여 폐지되었다.

## 참고문헌
- 가도카와 일본 지명 대사전 34 広島県
- 『市町村名変遷辞典』東京堂出版、1990年。